# UCI Oceania Tour
L'UCI Oceania Tour és un conjunt de curses ciclistes que es disputen a Oceania . Forma part dels Circuits continentals de ciclisme i tenia lloc entre octubre i setembre de l'any següent. A partir de l'edició del 2013 es recupera la disputa per anys naturals.
Això es tradueix en diverses classificacions: una d'individual, una per equips i dues per països.
La primera edició es disputà el 2005.

## Principals Curses
| Nom de la cursa           | País         | Categoria |
| ------------------------- | ------------ | --------- |
| New Zealand Cycle Classic | Nova Zelanda | 2.2       |
| Gravel and Tar            | Austràlia    | 1.2       |
| Herald Sun Tour           | Austràlia    | 2.1       |

## Palmarès

### Classificació individual
| Edició    | Vencedor               | Segon                        | Tercer                  |
| --------- | ---------------------- | ---------------------------- | ----------------------- |
| 2005      | Robert McLachlan (AUS) | William Walker (AUS)         | Peter Latham (NZL)      |
| 2005-2006 | Gordon McCauley (NZL)  | Logan Dennis Hutchings (NZL) | Clinton Avery (NZL)     |
| 2006-2007 | Robert McLachlan (AUS) | Karl Menzies (AUS)           | David Pell (AUS)        |
| 2007-2008 | Hayden Roulston (NZL)  | Travis Meyer (AUS)           | Joseph Chapman (NZL)    |
| 2008-2009 | Peter McDonald (AUS)   | Gordon McCauley (NZL)        | Tommy Nankervis (AUS)   |
| 2009-2010 | Michael Matthews (AUS) | Thor Hushovd                 | Jonathan Cantwell (NZL) |
| 2011      | Richard Lang (AUS)     | Nathan Haas (AUS)            | George Bennet (NZL)     |
| 2011-2012 | Paul Odlin (NZL)       | Nick Aitken (AUS)            | Jay McCarthy (AUS)      |
| 2013      | Damien Howson (AUS)    | Nathan Earle (AUS)           | Benjamin Dyball (AUS)   |
| 2014      | Robert Power (AUS)     | Michael Vink (NZL)           | Brenton Jones (AUS)     |
| 2015      | Taylor Gunman (NZL)    | Patrick Bevin (NZL)          | Joseph Cooper (NZL)     |
| 2016      | Sean Lake (AUS)        | Peter Kennaugh               | Mark O'Brien (AUS)      |
| 2017      | Lucas Hamilton (AUS)   | Michael Storer (AUS)         | Jai Hindley (AUS)       |
| 2018      | Chris Harper (AUS)     | Steele Von Hoff (AUS)        | Hayden McCormick (NZL)  |
| 2019      | Caleb Ewan (AUS)       | Michael Matthews (AUS)       | Jack Haig (AUS)         |
| 2020      | Richie Porte (AUS)     | Jai Hindley (AUS)            | George Bennett (AUS)    |
| 2021      | Richie Porte (AUS)     | Ben O'Connor (AUS)           | Jack Haig (AUS)         |
| 2022      | Michael Matthews (AUS) | Jai Hindley (AUS)            | Ben O'Connor (AUS)      |
| 2023      | Kaden Groves (AUS)     | Jai Hindley (AUS)            | Michael Matthews (AUS)  |
| 2024      | Ben O'Connor (AUS)     | Michael Matthews (AUS)       | Kaden Groves (AUS)      |

### Classificació per equips
| Edició    | Vencedor                                  | Segon                               | Tercer                                      |
| --------- | ----------------------------------------- | ----------------------------------- | ------------------------------------------- |
| 2005      | MG XPower-Bigpond (AUS)                   | Rabobank Continental                | Ceramica Panaria                            |
| 2005-2006 | Successfulliving.com-Parkpre              | SouthAustralia.com-AIS (AUS)        | Drapac-Porsche (AUS)                        |
| 2006-2007 | Drapac Porsche (AUS)                      | Health Net presented by Maxxis      | SouthAustralia.com-AIS (AUS)                |
| 2007-2008 | Australian Institute of Sport (AUS)       | Bissell                             | Savings & Loans (AUS)                       |
| 2008-2009 | Drapac Porsche (AUS)                      | Subway-Avanti (NZL)                 | Cinelli-Down Under (AUS)                    |
| 2009-2010 | Jayco-Skins (AUS)                         | Fly V Australia (AUS)               | Cervélo                                     |
| 2011      | Jayco-AIS (AUS)                           | Genesys Wealth Advisers (AUS)       | Trek Livestrong U23                         |
| 2011-2012 | Jayco-AIS (AUS)                           | Subway (AUS)                        | Drapac (AUS)                                |
| 2013      | Huon Salmon-Genesys Wealth Advisers (AUS) | Budget Forklifts (AUS)              | Drapac (AUS)                                |
| 2014      | Avanti Racing (AUS)                       | Drapac (AUS)                        | Budget Forklifts (AUS)                      |
| 2015      | Avanti Racing (NZL)                       | Drapac (AUS)                        | Budget Forklifts (AUS)                      |
| 2016      | Avanti IsoWhey Sports (AUS)               | Drapac (AUS)                        | ONE                                         |
| 2017      | Mitchelton Scott                          | IsoWhey Sports-Swiss Wellness (AUS) | Drapac-Pat's Veg Holistic Development (AUS) |
| 2018      | Bennelong-SwissWellness (AUS)             | Drapac Professional Cycling (AUS)   | ONE Pro Cycling                             |
| 2019      | BridgeLane (AUS)                          | St George Continental (AUS)         | Pro Racing Sunshine Coast (AUS)             |
| 2020      | St George Continental (AUS)               | BridgeLane (AUS)                    | Black Spoke Pro Cycling Academy (NZL)       |

| Edició    | Vencedor     | Segon        | Tercer         |  |
| --------- | ------------ | ------------ | -------------- |  |
| 2005      | Austràlia    | Nova Zelanda |                |  |
| 2005-2006 | Austràlia    | Nova Zelanda |                |  |
| 2006-2007 | Austràlia    | Nova Zelanda |                |  |
| 2007-2008 | Austràlia    | Nova Zelanda |                |  |
| 2008-2009 | Austràlia    | Nova Zelanda |                |  |
| 2009-2010 | Austràlia    | Nova Zelanda |                |  |
| 2011      | Austràlia    | Nova Zelanda |                |  |
| 2011-2012 | Austràlia    | Nova Zelanda |                |  |
| 2013      | Austràlia    | Nova Zelanda |                |  |
| 2014      | Austràlia    | Nova Zelanda |                |  |
| 2015      | Nova Zelanda | Austràlia    |                |  |
| 2016      | Austràlia    | Nova Zelanda |                |  |
| 2017      | Austràlia    | Nova Zelanda |                |  |
| 2018      | Austràlia    | Nova Zelanda |                |  |
| 2019      | Austràlia    | Nova Zelanda |                |  |
| 2020      | Austràlia    | Nova Zelanda |                |  |
| 2021      | Austràlia    | Nova Zelanda |                |  |
| 2022      | Austràlia    | Nova Zelanda | Samoa          |  |
| 2023      | Austràlia    | Nova Zelanda |                |  |
| 2024      | Austràlia    | Nova Zelanda | Plantilla:Guam |  |

| Edició    | Vencedor     | Segon        | Tercer         |  |
| --------- | ------------ | ------------ | -------------- |  |
| 2005      | -            | -            | -              |  |
| 2005-2006 | -            | -            | -              |  |
| 2006-2007 | Austràlia    | Nova Zelanda |                |  |
| 2007-2008 | Austràlia    | Nova Zelanda |                |  |
| 2008-2009 | Austràlia    | Nova Zelanda |                |  |
| 2009-2010 | Austràlia    | Nova Zelanda |                |  |
| 2011      | Austràlia    | Nova Zelanda |                |  |
| 2011-2012 | Austràlia    | Nova Zelanda |                |  |
| 2013      | Austràlia    | Nova Zelanda |                |  |
| 2014      | Austràlia    | Nova Zelanda |                |  |
| 2015      | Austràlia    | Nova Zelanda |                |  |
| 2016      | Austràlia    | Nova Zelanda |                |  |
| 2017      | Austràlia    | Nova Zelanda |                |  |
| 2018      | Austràlia    | Nova Zelanda |                |  |
| 2019      | Austràlia    | Nova Zelanda |                |  |
| 2020      | Austràlia    | Nova Zelanda |                |  |
| 2021      | Nova Zelanda | Austràlia    |                |  |
| 2022      | Austràlia    | Nova Zelanda | Samoa          |  |
| 2023      | Nova Zelanda | Austràlia    |                |  |
| 2024      | Austràlia    | Nova Zelanda | Plantilla:Guam |  |